# Tropiocolotes
Genre
Tropiocolotes est un genre de gecko de la famille des Gekkonidae.

## Répartition
Les espèces de ce genre se rencontrent dans le nord de l'Afrique et au Moyen-Orient.

## Description
Ce sont des geckos relativement petits, nocturnes et terrestres, avec un corps allongé. 

## Liste des espèces
Selon The Reptile Database (10 décembre 2013) :
- Tropiocolotes algericus Loveridge, 1947
- Tropiocolotes bisharicus Baha El Din, 2001
- Tropiocolotes nattereri Steindachner, 1901
- Tropiocolotes naybandensis Krause, Ahmadzadeh, Moazeni, Wagner & Wilms, 2013
- Tropiocolotes nubicus Baha El Din, 1999
- Tropiocolotes scortecci Cherchi & Spano, 1963
- Tropiocolotes somalicus Parker, 1942
- Tropiocolotes steudneri (Peters, 1869)
- Tropiocolotes tripolitanus Peters, 1880
- Tropiocolotes wolfgangboehmei Wilms, Shobrak & Wagner, 2010

## Publication originale
- Peters, 1880 : Über die von Hrn. Gerhard Rohlfs und Dr. A. Stecker auf der Reise nach der Oase Kufra gesammelten Amphibien. Monatsberichte der Königlich Preussischen Akademie der Wissenschaften zu Berlin, vol. 1880, p. 305-309  (texte intégral).